# Moteur avec cylindres en H
 (septembre 2018).
Si vous disposez d'ouvrages ou d'articles de référence ou si vous connaissez des sites web de qualité traitant du thème abordé ici, merci de compléter l'article en donnant les références utiles à sa vérifiabilité et en les liant à la section « Notes et références ».
Pour un article plus général, voir Architecture des moteurs à pistons.

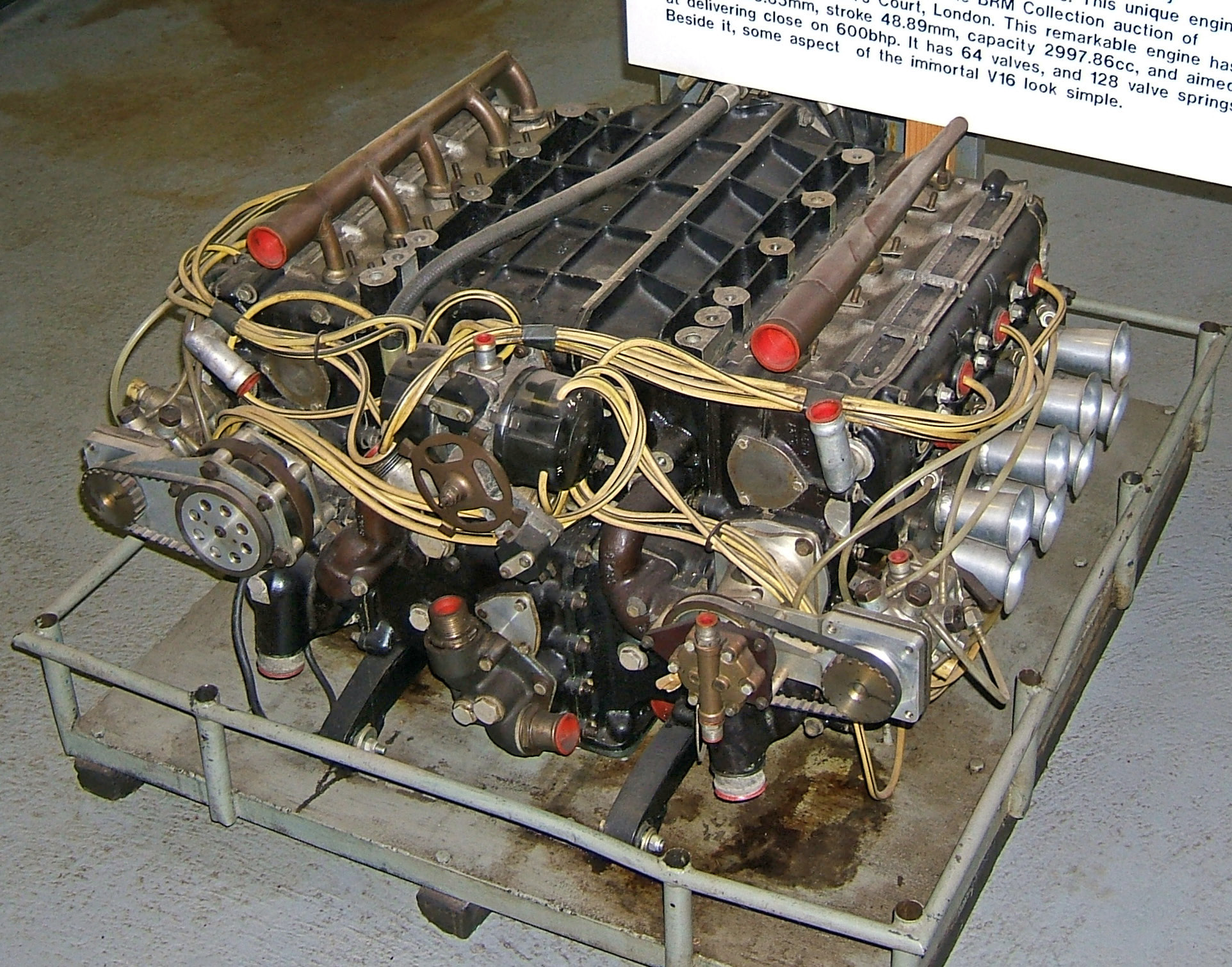
Le H16 de 3 litres de BRM

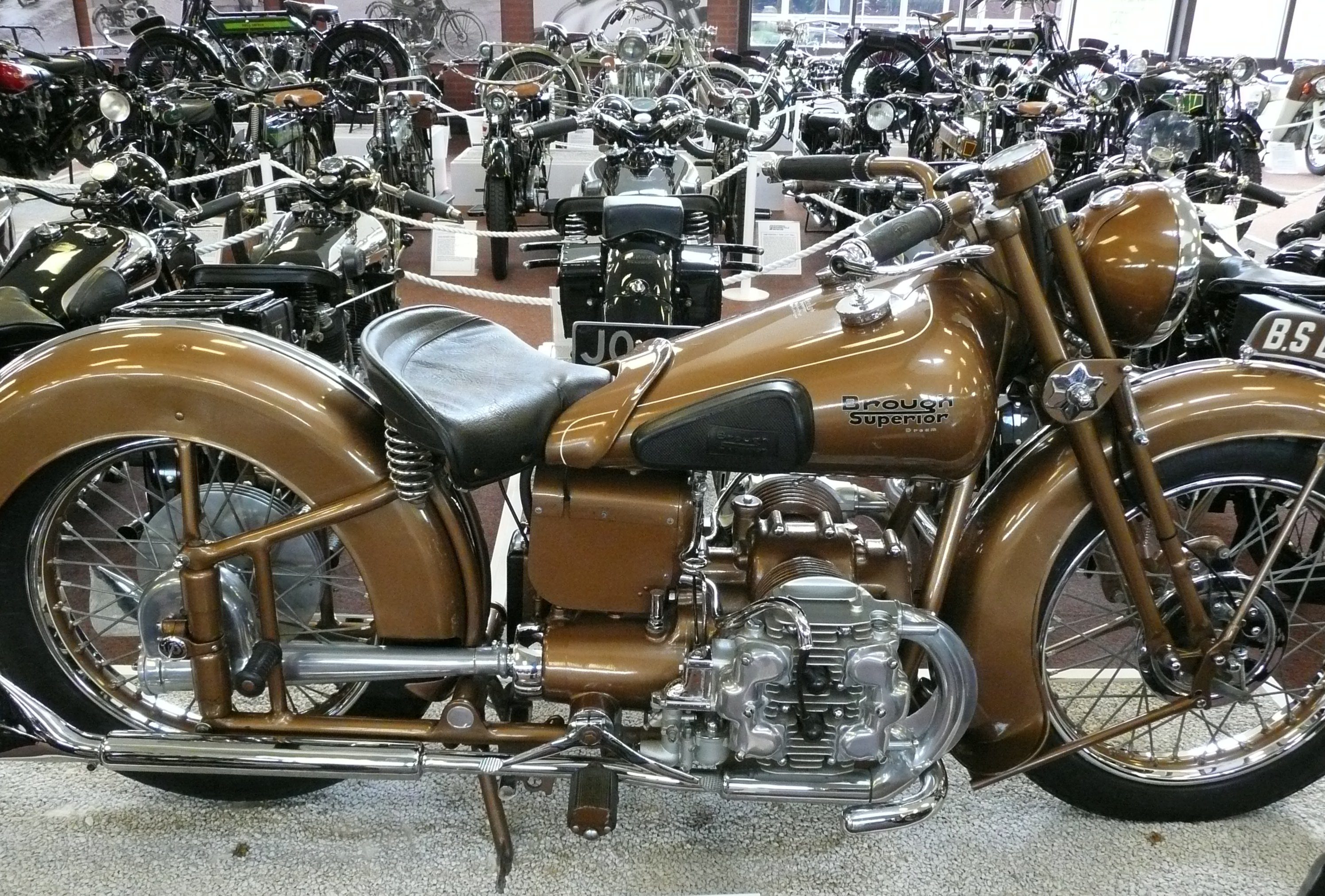
La Golden Dream de Brough Superior, moto équipée d'un H4 de 996 cm3 (1938).

Les cycles de fonctionnement d'un moteur avec cylindres en H.

Un moteur avec cylindres en H est une architecture de moteur à combustion interne qui se présente comme deux moteurs à cylindres opposés à plat, enfermés l'un au-dessus de l'autre dans un seul carter. Les deux vilebrequins sont calés angulairement, pour une régularité de fonctionnement optimum, et accouplés par un ou plusieurs engrenages. L'axe final est relié à la transmission finale du véhicule à entraîner, ou reçoit une hélice, dans le cas de montage sur un avion.

## Utilisation
Ce type de moteur fut principalement utilisé en aviation, mais il n'est pas impossible qu'il fût employé dans des véhicules à destination militaire, et demandant de fortes puissances, tels des chars.
Cette architecture de moteur, peu courante, fut adoptée par le fabricant britannique de moteurs d'aviation Napier. Le moteur Napier Sabre II, 24 cylindres en H et 2 180 ch, fut monté, entre autres modèles, sur les avions de chasse britannique Hawker Typhoon et Hawker Tempest. Un exemplaire de ce moteur, récupéré sur l'épave d'un avion de chasse, est exposé au musée du débarquement, à Arromanches.
L'écurie de Formule 1 British Racing Motors (BRM) a mis en 1966 un tel moteur sur ses monoplaces de Grand Prix. Un H16 de 3 litres de cylindrée qui n'a connu que peu de succès faute d’un développement suffisant. Le pari technique était audacieux. En réalité, le bloc était constitué de deux moteurs 8-cylindres à plat accolés l'un sur l'autre.

## Avantages/Inconvénients
AvantagesC'est un moteur plus compact qu'un moteur à disposition en V ou en W. Le nombre de cylindres peut être plus important, de 12 à 24 cylindres, favorisant l'augmentation de la puissance. L'équilibrage est naturel, meilleur même que celui d'un moteur boxer.
InconvénientsL'existence de deux arbres-moteurs et la nécessité de les coupler introduit une complexité supplémentaire. La compacité n'est pas sans inconvénient, notamment en termes de refroidissement.